# オロロティタン
オロロティタン (Olorotitan) は、白亜紀後期マーストリヒチアン中期～後期にかけて生息していたランベオサウルス亜科に分類されるハドロサウルス類の恐竜である。ロシア東部アムール地区クンドゥルのツァガヤン累層で化石が発見された。模式種かつ知られている唯一の種であるオロロティタン・アルハレンシス (Olorotitan arharensis) は2003年に記載されたほぼ完全な頭骨に基づく。属名は「巨大なハクチョウ」を意味する。種小名はアルハラ群 Arhara County の地名に由来する。オロロティタンは後方に向いた扇形または斧型の鶏冠状突起によって特徴づけられる。

## 概要

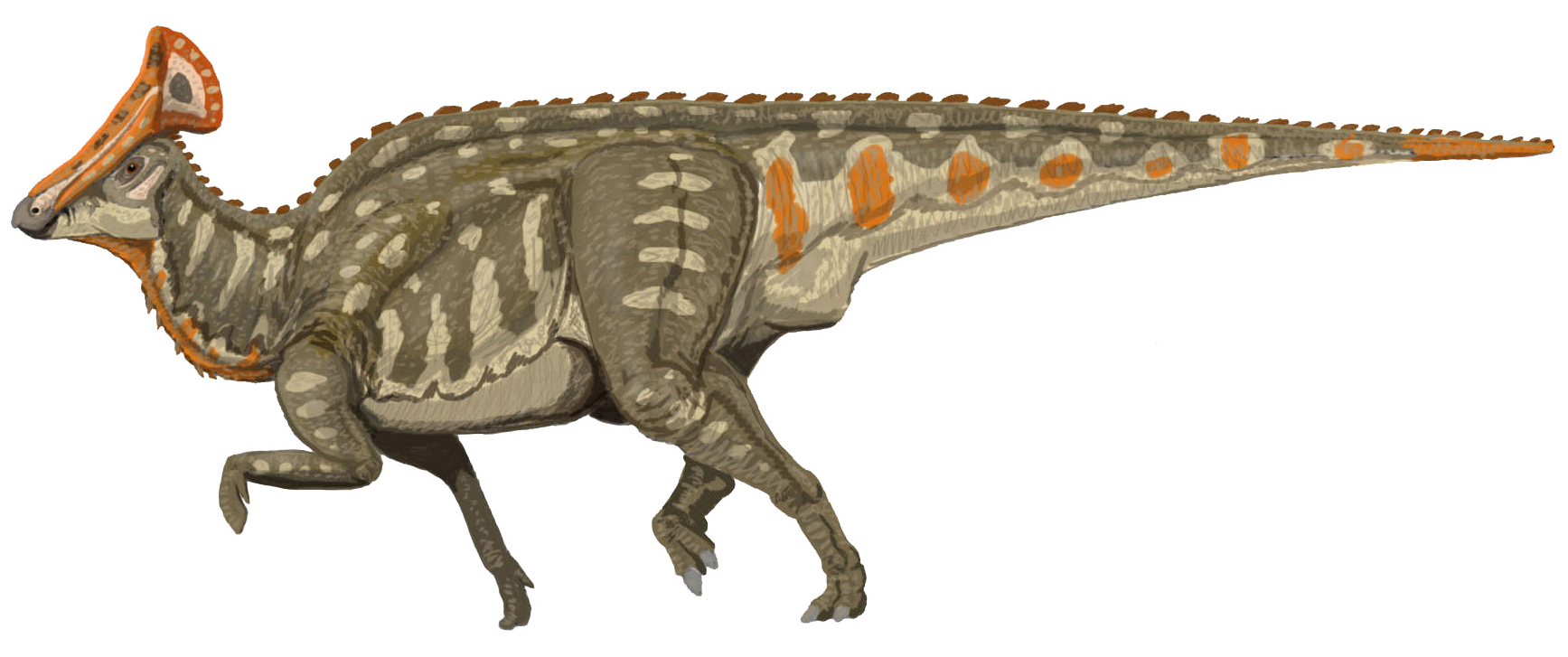
生体復原図

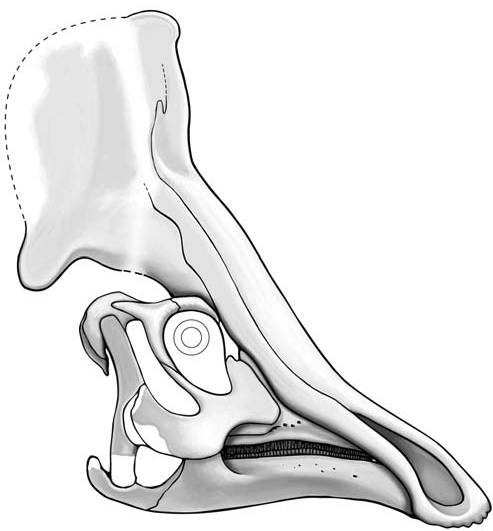
復元された頭骨

オロロティタンは、既知の北米大陸以外で発見されたランベオサウルス類としては最も完全な頭骨に基づく。大型ランベオサウルス類であり、パラサウロロフスのような他の同グループの動物に匹敵する大きさで、恐らく全長8mに成長した。
非常にユニークな特徴をもったハドロサウルス類であり、最大の固有形質は頭骨に備えた大きな斧型の鶏冠状突起だろう。頭骨は18個の頸椎で構成された長い首に支えられている。それまでに知られていたハドロサウルス類の頸椎は最大でも15個であった。仙骨も15～16個の椎骨で成るが、少なくとも他のハドロサウルス類よりも3個多い。さらに脊椎に沿って尾の近位3分の1の脊柱の先端の間に関節があり、その尾側領域を特に健固にしているが、これらの接続の規則性が病理的原因でないことを示すためには多くの標本で同じ特徴が確認されなくてはならない。ゴドフロイトと共著者は、それがコリトサウルスとヒパクロサウルスに最も近いとの系統発生分析結果を見出した。

## 古生態

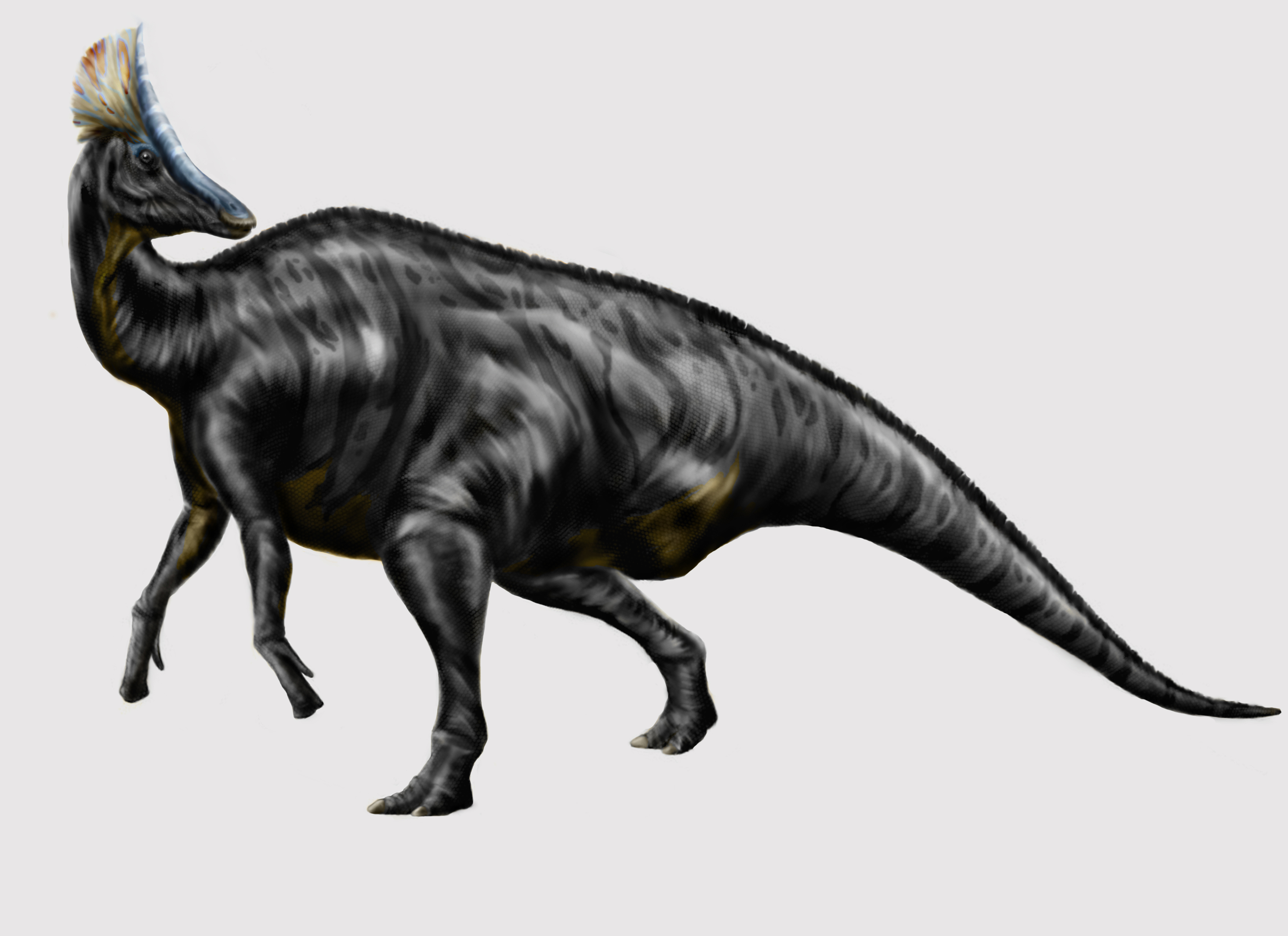
復原図

ハドロサウルス類として、オロロティタンは二足歩行の植物食恐竜だった。頭骨は咀嚼に適した構造で、常に生えかわる数百本のデンタルバッテリーをもっていた。高く広い中空の鶏冠状突起は鼻腔と繋がっており、おそらく視覚と聴覚によって同種を識別できるように機能した。